# Nicolas Mésaritès
Nicolas Mésaritès (en grec byzantin : Νικόλαος Μεσαρίτης ; né vers 1163/4, mort après 1216) est un ecclésiastique et écrivain byzantin, d’abord gardien du trésor (σκευοφύλαξ) de l’église palatine Sainte-Marie-du Phare de Constantinople, puis métropolite d’Éphèse. Il conduisit, avec son frère Jean, la délégation grecque aux pourparlers sur l'Union des Églises après la chute de Constantinople. Son œuvre constitue une source importante pour la connaissance de la situation politique et surtout ecclésiastique au début de l’Empire latin de Constantinople et de l’Empire byzantin de Nicée.

## Sa vie
Né vers 1163/64 à Constantinople, Mésaritès devint, après ses études, diacre et gardien du trésor (σκευοφύλαξ) de l’église du Grand Palais, lequel contenait entre autres le suaire ayant enveloppé le Christ lors de sa mise au tombeau. On trouve son nom pour la première fois dans les écrits en 1201 lors de la révolution de palais conduite par Jean Comnène dit le Gros alors que Mésaritès avait dû défendre ce trésor au péril de sa vie lors des émeutes pendant lesquelles il fut grièvement blessé.
Avec Nicétas Choniatès, il fut témoin oculaire de la chute de Constantinople dont il devait donner une description particulièrement détaillée lors de l’oraison funèbre prononcée lors du décès de son frère ainé, Jean.
Après le sac, il demeura dans la ville et devint avec son frère Jean le représentant de la population grecque auprès des nouvelles autorités. De 1204 à 1206, l’Église de Rome tenta à diverses reprises de faire reconnaitre par la population grecque la suprématie du pape et la légitimité du patriarche latin Thomas Morosini, nommé après la conquête et la fuite du patriarche orthodoxe Jean X Camaterus à Didymotique. Lors des discussions en ce sens, les efforts du légat Pierre Capuano se heurtèrent à une fin de non-recevoir de la part de la délégation grecque conduite par Jean Mésaritès qui rejeta la suprématie papale, tout en rappelant aux Latins que les Grecs avaient déjà leur propre patriarche. Les discussions reprirent en 1206, conduites cette fois, du côté latin par le cardinal Benedict de Sainte-Suzanne et du côté grec par Nicolas Mésaritès qui avait remplacé son frère Jean. Trois courtes sessions eurent lieu à Constantinople d’août à octobre 1206, les deux parties restant fermement sur leurs positions et les échanges se concluant par un discours acerbe du patriarche Morosini qui déclara : « Vous devez m’accepter. Si vous n’obéissez pas, nous vous traiterons comme ce que vous êtes ! ». Avant de quitter Constantinople, les Grecs firent un dernier effort en s’adressant d’abord à l’empereur latin Henri de Flandre, puis, ce dernier s’étant déclaré non compétent en la matière, directement au pape lui demandant de pouvoir élire directement leur propre patriarche (Jean Camaretus étant entretemps mort en exil), à la suite de quoi un concile pourrait discuter des différences entre les deux Églises. Aucune réponse ne parvint du pape et en 2013[Quand ?] un nouveau légat, le cardinal Pélage, fit fermer les églises orthodoxes de Constantinople, ce qui provoqua un nouvel exode vers Nicée. 
Après le décès de son frère (1207), Mésaritès quitta Constantinople pour l’Empire de Nicée où il servit d’auxiliaire au métropolite Michel. Vers 1212, il fut élu métropolite d’Éphèse avec le titre d’« Exarque de toute l’Asie ». 
Mésaritès devait à nouveau jouer un rôle important lorsque les discussions sur l’Union des Églises reprirent en 1214-1215 sans plus de résultats que les premières,,.
On ignore la date exacte de sa mort. La dernière mention dont on dispose date de 1216 alors qu’il officia au mariage d’Irène Laskarina, fille ainée de l’empereur Théodore Laskaris avec Andronikos Palaiologos.

## Son œuvre
Au plan historique, on doit à Nicolas Mésaritès d’avoir enrichi les connaissances sur la situation politique aussi bien que religieuse tant de l’Empire latin de Constantinople que de l’Empire byzantin de Nicée.

### Style
Avec la fin du XIIe siècle, on assiste à un changement profond dans la littérature byzantine. Mésaritès appartient ainsi à l’école qui remet en question les valeurs traditionnelles de la rhétorique privilégiant clichés et images conventionnelles pour leur substituer une description plus détaillée et vivante de la réalité, traduisant sans doute l’abandon de l’utopie d’un empire universel au profit d'un retour à la réalité et l’acceptation d’un présent incertain.

### Ouvrages principaux
- Divers discours comme celui sur la Répression de la révolte de Jean Comnène, dit le Gros, en 1200. Contrairement à Nicéphore Chrysoberge, Nicétas Choniatès et Euthyme Tornikès qui avaient traité le même sujet et présentaient Jean de façon conventionnelle et de manière abstraite, Mésaritès donne une version colorée et palpable de la réalité. Il nomme les personnes impliquées et en donne des descriptions vivantes comme celle de ce moine oriental, vêtu d’une peau de bête qui essaie de couper le lien qui suspend la couronne impériale à la coupole de Sainte-Sophie[10].
- Epitaphios (oraison funèbre) de son frère, Jean Mésaritès (1207). Ici, Mésaritès donne une description exceptionnelle de la chute et du sac de Constantinople par les croisés, qui manque chez Georges Sphrantzès.
- Ekphrasis (description détaillée) de l’église des Saints-Apôtres, écrite probablement entre 1198 et 1203. À peine moins imposante que Sainte-Sophie, cette église avec ses superbes mosaïques était le lieu où reposaient les empereurs byzantins. Mésaritès y décrit le Christ entouré de ses apôtres et affirme qu’il peut même « sentir l’odeur de la mer »[11],[12].
- Correspondance avec la famille impériale avant l’élection de Michel Antoreianos comme métropolite de Nicée et le couronnement de Théodore Laskaris en 1208.
- Relations sur les négociations avec les représentants de l’Église romaine en 1206, ainsi qu’en 1214-1216[9].

## Édition de textes
- August Heisenberg (éd.), Nikolaos Mesarites. Die Palastrevolution des Johannes Komnenos, Würzburg, 1907.
- August Heisenberg (éd.), Der Epitaphios des Nikolaos Mesarites auf seinen Bruder Johannes, in Neue Quellen zur Geschichte des lateinischen Kaisertums und der Kirchenunion I, Sitzungsberichte der bayerischen Akademie der Wissenschaften, Munich, 1922.
- August Heisenberg (éd.), Die Unionsverhandlungen von 30. August 1206. Patriarchenwahl und Kaiserkrönung in Nikaia 1208 (textes de Nicolas Mésaritès), in Neue Quellen... II, Munich, 1923.
- August Heisenberg (éd.), Der Bericht des Nikolaos Mesarites über die politischen und kirchlichen Ereignisse des Jahres 1214, in Neue Quellen... III, Munich, 1923.
- Glanville Downey (éd.), Nikolaos Mesarites. Description of the Church of the Holy Apostles at Constantinople (texte grec, traduction anglaise et commentaire), Philadelphie, American Philosophical Society, 1957.